# Mistrzostwa Ameryki Południowej w Lekkoatletyce 2007
45. Mistrzostwa Ameryki Południowej w Lekkoatletyce – zawody lekkoatletyczne, które odbyły się w dniach 7-9 czerwca 2007 w São Paulo.

## Rezultaty

### Mężczyźni
| Konkurencja                   | 1. miejsce                                                                              | Wynik      | 2. miejsce                                                                    | Wynik      | 3. miejsce                                                                          | Wynik      |
| ----------------------------- | --------------------------------------------------------------------------------------- | ---------- | ----------------------------------------------------------------------------- | ---------- | ----------------------------------------------------------------------------------- | ---------- |
| Bieg na 100 m                 | Vicente de Lima                                                                         | 10,36      | Franklin Nazareno                                                             | 10,37      | Álvaro Gómez                                                                        | 10,66      |
| Bieg na 200 m                 | Sandro Viana                                                                            | 20,54      | Heber Viera                                                                   | 20,59      | Daniel Grueso                                                                       | 20,66 =    |
| Bieg na 400 m                 | Andrés Silva                                                                            | 45,89      | Rodrigo Bargas                                                                | 46,15      | Fernando de Almeida                                                                 | 46,38      |
| Bieg na 800 m                 | Kléberson Davide                                                                        | 1:49,61    | Gustavo Aguirre                                                               | 1:49,98    | André de Santana                                                                    | 1:50,10    |
| Bieg na 1500 m                | Bayron Piedra                                                                           | 3:42,53    | Leandro Oliveira                                                              | 3:43,26    | Eduar Villanueva                                                                    | 3:43,40    |
| Bieg na 5000 m                | Javier Guarín                                                                           | 13:51,19   | Javier Carriqueo                                                              | 13:55,37   | William Naranjo                                                                     | 13:56,99   |
| Bieg na 10 000 m              | Sérgio da Silva                                                                         | 29:57,80   | Ubiratan dos Santos                                                           | 30:12,36   | Didimo Sánchez                                                                      | 31:15,30   |
| Bieg na 3000 m z przeszkodami | Sergio Lobos                                                                            | 8:37,83    | Gládson Barbosa                                                               | 8:43,69    | José Peña                                                                           | 8:54,43    |
| Bieg na 110 m przez płotki    | Anselmo da Silva                                                                        | 13,56      | Éder Antônio de Souza                                                         | 13,58      | Francisco Castro                                                                    | 14,31      |
| Bieg na 400 m przez płotki    | Raphael Fernandes                                                                       | 49,81      | Maurício Teixeira                                                             | 50,39      | José Céspedes                                                                       | 50,62      |
| Sztafeta 4 × 100 m            | Brazylia Vicente de Lima · Nílson Andrè · Basílio de Moraes · Sandro Viana              | 38,77      | Kolumbia Harlin Hechevarría · Geiner Mosquera · Álvaro Gómez · Daniel Grueso  | 39,80      | Argentyna José Manuel Garaventa · Mariano Jiménez · Miguel Wilken · Iván Altamirano | 39,91      |
| Sztafeta 4 × 400 m            | Brazylia Raphael Fernandes · Eduardo Vasconcelos · Rodrigo Bargas · Fernando de Almeida | 3:04,36    | Wenezuela José Céspedes · Simoncito Silvera · Wilmer Rivas · Josner Rodríguez | 3:05,88    | Panama Jonathan Gibson · Anghelo Edmund · Andrés Rodríguez · Alonso Edward          | 3:09,67    |
| Chód na 20 000 m              | James Rendón                                                                            | 1:24:25,40 | Rolando Saquipay                                                              | 1:25:55,20 | Juan Manuel Cano                                                                    | 1:28:28,50 |
| Skok wzwyż                    | Jessé de Lima                                                                           | 2,24       | Fábio Baptista                                                                | 2,21       | Gilmar Mayo                                                                         | 2,21       |
| Skok o tyczce                 | Fábio Gomes                                                                             | 5,77 ·     | Germán Chiaraviglio                                                           | 5,40       | Javier Benítez João Gabriel Sousa                                                   | 5,20       |
| Skok w dal                    | Rogério Bispo                                                                           | 7,94       | Hugo Chila                                                                    | 7,81       | Rodrigo de Araújo                                                                   | 7,77       |
| Trójskok                      | Jefferson Sabino                                                                        | 16,68      | Hugo Chila                                                                    | 16,37      | Leonardo Elisiário dos Santos                                                       | 15,89      |
| Pchnięcie kulą                | Germán Lauro                                                                            | 19,65      | Marco Antonio Verni                                                           | 19,22      | Yojer Medina                                                                        | 18,44      |
| Rzut dyskiem                  | Germán Lauro                                                                            | 57,12      | Ronald Julião                                                                 | 56,53      | Julián Angulo                                                                       | 54,68      |
| Rzut młotem                   | Juan Ignacio Cerra                                                                      | 72,96      | Patricio Palma                                                                | 66,56      | Wagner Domingos                                                                     | 65,15      |
| Rzut oszczepem                | Pablo Pietrobelli                                                                       | 76,52      | Víctor Fatecha                                                                | 75,95      | Júlio César de Oliveira                                                             | 74,56      |
| Dziesięciobój                 | Gonzalo Barroilhet                                                                      | 7504 pkt.  | Danilo Mendes Xavier                                                          | 7288 pkt.  | Sinval de Oliveira                                                                  | 7243 pkt.  |

### Kobiety
| Konkurencja                   | 1. miejsce                                                                                | Wynik        | 2. miejsce                                                                        | Wynik      | 3. miejsce                                                                        | Wynik      |
| ----------------------------- | ----------------------------------------------------------------------------------------- | ------------ | --------------------------------------------------------------------------------- | ---------- | --------------------------------------------------------------------------------- | ---------- |
| Bieg na 100 m                 | Lucimar de Moura                                                                          | 11,20        | Felipa Palacios                                                                   | 11,43      | Thaissa Presti                                                                    | 11,63      |
| Bieg na 200 m                 | Lucimar de Moura                                                                          | 23,00        | Felipa Palacios                                                                   | 23,10      | Thaissa Presti                                                                    | 23,58      |
| Bieg na 400 m                 | Josiane Tito                                                                              | 52,67        | Sheila Ferreira                                                                   | 53,19      | Lucy Jaramillo                                                                    | 53,44      |
| Bieg na 800 m                 | Marian Burnett                                                                            | 2:03,57      | Muriel Coneo                                                                      | 2:08,99    | Marcela Britos                                                                    | 2:10,30    |
| Bieg na 1500 m                | Rosibel García                                                                            | 4:20,36      | Marian Burnett                                                                    | 4:20,69    | Zenaide Vieira                                                                    | 4:22,08    |
| Bieg na 5000 m                | Ednalva Laureano da Silva                                                                 | 16:09,96     | Lucélia Peres                                                                     | 16:16,07   | Bertha Sánchez                                                                    | 16:21,17   |
| Bieg na 10 000 m              | Lucélia Peres                                                                             | 34:11,95     | Inés Melchor                                                                      | 34:13,23   | Bertha Sánchez                                                                    | 34:23,89   |
| Bieg na 3000 m z przeszkodami | Zenaide Vieira                                                                            | 10:07,93     | Ángela Figueroa                                                                   | 10:13,88   | Michelle Costa                                                                    | 10:24,35   |
| Bieg na 100 m przez płotki    | Brigitte Merlano                                                                          | 13,27        | Gilvaneide Parrela                                                                | 13,40      | Lucimara Silva                                                                    | 13,48      |
| Bieg na 400 m przez płotki    | Lucimar Teodoro                                                                           | 57,36        | Luciana França                                                                    | 58,38      | Lucy Jaramillo                                                                    | 58,81      |
| Sztafeta 4 × 100 m            | Brazylia Thaissa Presti · Luciana dos Santos · Lucimar de Moura · Thatiana Regina Ignácio | 43,54        | Kolumbia Felipa Palacios · Brigitte Merlano · Mirtha Brock · Yomara Hinestroza    | 44,68      | Chile Daniela Pavez · Carolina Díaz · María Fernanda Mackenna · Daniela Riderelli | 45,34      |
| Sztafeta 4 × 400 m            | Brazylia Lucimar Teodoro · Maria Laura Almirão · Sheila Ferreira · Josiane Tito           | 3:33,34      | Kolumbia Felipa Palacios · Rosibel García · Mirtha Brock · María Alejandra Idrobo | 3:43,52    | Chile Daniela Riderelli · Daniela Pavez · Carolina Díaz · María Fernanda Mackenna | 3:55,13    |
| Chód na 20 000 m              | Sandra Zapata                                                                             | 1:37:46,00 · | Miriam Ramón                                                                      | 1:38:26,30 | Tânia Spindler                                                                    | 1:38,49,30 |
| Skok wzwyż                    | Caterine Ibargüen                                                                         | 1,84         | Solange Witteveen                                                                 | 1,81       | Marielys Rojas                                                                    | 1,78       |
| Skok o tyczce                 | Fabiana Murer                                                                             | 4,50         | Alejandra García                                                                  | 4,20       | Joana Costa                                                                       | 4,20       |
| Skok w dal                    | Maurren Maggi                                                                             | 6,91         | Keila Costa                                                                       | 6,83       | Caterine Ibargüen                                                                 | 6,18       |
| Trójskok                      | Keila Costa                                                                               | 14,57        | Fernanda Procópio Delfino                                                         | 13,63      | Jennifer Arveláez                                                                 | 13,52      |
| Pchnięcie kulą                | Elisângela Adriano                                                                        | 17,41        | Luz Dary Castro                                                                   | 16,35      | Natalia Duco                                                                      | 16,20      |
| Rzut dyskiem                  | Elisângela Adriano                                                                        | 59,85        | Luz Dary Castro                                                                   | 52,23      | Renata de Figueirêdo                                                              | 51,69      |
| Rzut młotem                   | Johana Moreno                                                                             | 61,93        | Katiuscia de Jesus                                                                | 61,57      | Johana Ramírez                                                                    | 61,10      |
| Rzut oszczepem                | Alessandra Resende                                                                        | 57,75        | Zuleima Araméndiz                                                                 | 57,55      | Leryn Franco                                                                      | 53,80      |
| Siedmiobój                    | Lucimara Silva                                                                            | 5803 pkt.    | Elizete da Silva                                                                  | 5727 pkt.  | Daniela Crespo                                                                    | 4856 pkt.  |

## Klasyfikacja medalowa
Kolorem niebieskim oznaczono kraj organizujący mistrzostwa.
| Miejsce | Państwo   | Złoto | Srebro | Brąz | Razem |
| ------- | --------- | ----- | ------ | ---- | ----- |
| 1.      | Brazylia  | 28    | 17     | 16   | 61    |
| 2.      | Kolumbia  | 7     | 10     | 9    | 26    |
| 3.      | Argentyna | 4     | 5      | 4    | 13    |
| 4.      | Chile     | 2     | 2      | 4    | 8     |
| 5.      | Ekwador   | 1     | 5      | 2    | 8     |
| 6.      | Urugwaj   | 1     | 1      | 1    | 3     |
| 7.      | Gujana    | 1     | 1      | 0    | 2     |
| 8.      | Wenezuela | 0     | 1      | 7    | 8     |
| 9.      | Paragwaj  | 0     | 1      | 1    | 2     |
| 10.     | Peru      | 0     | 1      | 0    | 1     |
| 11.     | Panama    | 0     | 0      | 1    | 1     |
| Razem   | Razem     | 44    | 44     | 45   | 131   |